# Икономика на Азия
Икономиката на Азия включва над 4,5 милиарда души в 49 страни. Континентът е на трето място по размер на БВП по номинална стойност след Северна Америка и Европа и първият при отчитане на покупателната способност. С най-големи инвестиции през 2017 година са икономиките на Япония (285,3 милиарда щатски долара), Южна Корея (134,5 милиарда) и Китай (112,3 милиарда).

## Региони
Разнообразната структура на стопанството на континента е в разултат от големите културни различия между отделните страни. В Източна Азия – Китай, Япония, Тайван и Южна Корея – националното стопанство е с индустриално-аграрна специализация. В Южна, Югозападна и Централна Азия, страни като Афганистан, Бангладеш, Лаос, Камбоджа и Монголия, стопанството е типично аграрно.
В повечето азиатски страни растиниевъдството и животновъдството заемат голяма част от обработваемите площи и брутния външен продукт. 90% от световното произвотство на ориз, 80% от чая и 75% от памука са в Азия. След Втората световна война нараства дялът на специализирани промишлени отрасли като машиностроене, електронна, химическа и текстилна промишленост.Скотовъдството включва животни като птици, овце, кози, камили (дромедар и бактриана), биволи (гаур (питомна форма: гаял), воден бивол, бантенг), елени (сика, читал), слонове, якове (хибрид: дзо)

## Икономическо развитие
През голяма част от човешката история до XIX век Китай е най-голямата икономика в света. През втората половина на XX век Япония се превръща във втората икономика в света след САЩ, изпреварвайки Западна Германия през 1968 г. и Съветския съюз през 1986 г. В началото на 90-те години БВП на Япония е почти равен на този на всички останали страни в Азия, взети заедно, а за кратко през 1995 г. почти се изравнява с този на САЩ.
Към 2007 г. държавите с най-голям БВП са Китай, Япония, Индия, Южна Корея и Индонезия. През XX век Япония, Южна Корея и Тайван и големи страни като Индия и Китай имат продължителен бърз икономически растеж. Част от тях се превръщат във водещи за световната икономика. В страните от Арабския полуостров, като Саудитска Арабия, Кувейт, Обединените арабски емирства, през XX век е реализиран значителен растеж чрез добив на нефт и природен газ.
Повечето азиатски държави участват в поне една от няколкото големи международни организации за икономическо сътрудничество – Азиатско-тихоокеанско икономическо сътрудничество, Асоциация на страните от Югоизточна Азия, Съвет за сътрудничество на арабските държави от Персийския залив, Общност на независимите държави, Асоциация за регионално сътрудничество в Южна Азия.